# Liste der Mitglieder des Landtags von Sachsen-Weimar-Eisenach (1823–1829)
Diese Liste nennt die Mitglieder des 3. ordentlichen Landtags von Sachsen-Weimar-Eisenach im Jahr 1823. Da die Wahlen auf eine Wahlperiode von 6 Jahren erfolgen, waren dies grundsätzlich auch die Abgeordneten des 4. ordentlichen Landtags, der 1826 stattfand.
| Mitglied                                                            | Wohnort                      | Kurie                        | Kreis                   | Amt/Beruf                                                 | Anmerkung                                                                |
| ------------------------------------------------------------------- | ---------------------------- | ---------------------------- | ----------------------- | --------------------------------------------------------- | ------------------------------------------------------------------------ |
| Christian Martin Leopold Stark                                      | Buttelstedt                  | Stand der Rittergutsbesitzer | Weimar-jenaischer Kreis | Landkommissar                                             |                                                                          |
| Johann Christian Streiber                                           | auf Ulrichshalden            | Stand der Rittergutsbesitzer | Weimar-jenaischer Kreis | Kaufmann in Eisenach                                      | Vertreter von Christian Martin Leopold Stark                             |
| Heinrich Luden                                                      | Für die Universität Jena     | Stand der Rittergutsbesitzer | Weimar-jenaischer Kreis | Hofrat und Professor in Jena                              | 1. Gehilfe (1826)                                                        |
| Christian Gottlieb Konopack                                         | Für die Universität Jena     | Stand der Rittergutsbesitzer | Weimar-jenaischer Kreis | Oberappellationsgerichtsrat und Professor in Jena         | Vertreter von Heinrich Luden                                             |
| Freiherr Anton von Ziegesar                                         | auf Wöllnitz und Rutha       | Stand der Rittergutsbesitzer | Weimar-jenaischer Kreis | Oberappellationsgerichtspräsident und Kammerherr          |                                                                          |
| Freiherr Gotthelf Sylvester Schwabe                                 | auf Niederroßla              | Stand der Rittergutsbesitzer | Weimar-jenaischer Kreis | Rat in Weimar                                             | Vertreter von Anton von Ziegesar                                         |
| Carl Friedrich Emanuel Schortmann                                   | auf Buttelstedt              | Stand der Rittergutsbesitzer | Weimar-jenaischer Kreis | Rittergutsbesitzer in Buttelstedt                         |                                                                          |
| Johann Gottfried Hoebecke                                           | auf Oberweimar               | Stand der Rittergutsbesitzer | Weimar-jenaischer Kreis | Amtsverwalter in Oberweimar                               | Vertreter von Carl Friedrich Emanuel Schortmann                          |
| Freiherr Johann Friedrich Carl Albert von Lyncker                   | auf Denstedt                 | Stand der Rittergutsbesitzer | Weimar-jenaischer Kreis | Kammerherr, Oberforstmeister und Landrat                  | 1. Gehilfe (1823)                                                        |
| Emil Ludwig Asversus                                                | auf Guthmannshausen          | Stand der Rittergutsbesitzer | Weimar-jenaischer Kreis | Kommissionsrat in Guthmannshausen                         | Vertreter von Johann Friedrich Carl Albert von Lyncker                   |
| Freiherr Georg Riedesel zu Eisenbach                                | auf Neuenhof                 | Stand der Rittergutsbesitzer | Eisenachischer Kreis    |                                                           | Landmarschall                                                            |
| Carl von Boyneburg                                                  | auf Stedtfeldt               | Stand der Rittergutsbesitzer | Eisenachischer Kreis    | Kammerherr in Stedtfeldt                                  | Vertreter für Georg Riedesel zu Eisenbach                                |
| Freiherr Albrecht Friedrich Wilhelm Carl von Boyneburg-Lengsfeld    | auf Weilar                   | Stand der Rittergutsbesitzer | Eisenachischer Kreis    | Kurhessischer Major, Kammerherr in Weilar                 |                                                                          |
| Franz von Geyso                                                     | auf Wenigentaft              | Stand der Rittergutsbesitzer | Eisenachischer Kreis    | Major, Kammerherr in Wenigentaft                          | Vertreter für Albrecht Friedrich Wilhelm Carl von Boyneburg-Lengsfeld    |
| Freiherr Wilhelm Julius Friedrich Ludwig Robert Treusch von Buttlar | auf Lengeröden und Creuzburg | Stand der Rittergutsbesitzer | Eisenachischer Kreis    | Kurhessischer Rittmeister in Markershausen                |                                                                          |
| Friedrich von Boyneburgk                                            | auf Stedtfeld                | Stand der Rittergutsbesitzer | Eisenachischer Kreis    | Domänenrat auf Stedtfeld                                  | Vertreter für Wilhelm Julius Friedrich Ludwig Robert Treusch von Buttlar |
| Freiherr Ferdinand Alexander von Seckendorf                         | auf Burkersdorf              | Stand der Rittergutsbesitzer | Neustädtischer Kreis    | Kammerherr                                                |                                                                          |
| Johann Friedrich August Fleischer                                   | auf Uhlersdorf               | Stand der Rittergutsbesitzer | Neustädtischer Kreis    | in Uhlersdorf                                             | Vertreter für Ferdinand Alexander von Seckendorf                         |
| Freiherr Franz Ludwig von Könitz                                    | auf Schwarzbach              | Stand der Rittergutsbesitzer | Neustädtischer Kreis    | königlich preußischer Hauptmann in Schwarzbach            |                                                                          |
| Johann Gottfried Wagner                                             | auf Gütterlitz               | Stand der Rittergutsbesitzer | Neustädtischer Kreis    | Landkammerrat in Gütterlitz                               | Vertreter von Franz Ludwig von Koenitz                                   |
| Freiherr Ehrhard Friedrich von und zu Mansbach                      | auf Teichwolframsdorf        | Stand der Rittergutsbesitzer | Neustädtischer Kreis    | Landesdirektionsrat und Kammerjunker in Teichwolframsdorf |                                                                          |
| Freiherr Ernst August Joachim von Beust                             | auf Nimritz und Reymen       | Stand der Rittergutsbesitzer | Neustädtischer Kreis    | in Nimritz                                                | Vertreter für Ehrhard Friedrich von und zu Mansbach                      |
| Ludwig Friedrich von Froriep                                        | Weimar                       | Stand der Bürger             | Weimar-jenaischer Kreis | Obermedizinalrat                                          |                                                                          |
| Carl Friedrich Victor Hufeland                                      | Weimar                       | Stand der Bürger             | Weimar-jenaischer Kreis | Landesdirektionsrat                                       | Vertreter für Ludwig Friedrich von Froriep                               |
| August Friedrich Anton Zeutsch                                      | Austedt                      | Stand der Bürger             | Weimar-jenaischer Kreis | Bürgermeister in Austedt                                  | 1826 unbesetzt                                                           |
| Carl Friedrich Kayser                                               | Buttstädt                    | Stand der Bürger             | Weimar-jenaischer Kreis | Amtsadvokat und Steuer-Kommissar in Buttstädt             | Vertreter von August Friedrich Anton Zeutsch                             |
| Jacob Heinrich Paulssen                                             | Jena                         | Stand der Bürger             | Weimar-jenaischer Kreis | Oberappellatinsgerichtssekretär in Jena                   | 2. Gehilfe (1826)                                                        |
| Friedrich Weimar                                                    | Jena                         | Stand der Bürger             | Weimar-jenaischer Kreis | Tuchhändler in Jena                                       | Vertreter für Jacob Heinrich Paulssen                                    |
| Carl Wirth                                                          | Blankenhayn                  | Stand der Bürger             | Weimar-jenaischer Kreis | Stadt-Syndikus und Hof-Advokat in Blankenhayn             | 2. Gehilfe (1823)                                                        |
| Carl Georg Riehm                                                    | Ilmenau                      | Stand der Bürger             | Weimar-jenaischer Kreis | Kaufmann in Ilmenau                                       | Vertreter von Carl Wirth                                                 |
| Carl Christian Schmidt                                              | Apolda                       | Stand der Bürger             | Weimar-jenaischer Kreis | Bürgermeister in Apolda                                   | nur 1826                                                                 |
| Carl Börner                                                         | Apolda                       | Stand der Bürger             | Weimar-jenaischer Kreis | Kaufmann in Apolda                                        | Vertreter von Carl Christian Schmidt, nur 1826                           |
| Joseph Rimbach                                                      | Geisa                        | Stand der Bürger             | Eisenachischer Kreis    | Stadtkämmerer und Bäckermeister in Geisa                  |                                                                          |
| Christian Pfefferkorn                                               | Ostheim                      | Stand der Bürger             | Eisenachischer Kreis    | Stadtvormund in Ostheim                                   | Vertreter für Joseph Rimbach, nur 1826                                   |
| Daniel Schultz                                                      | Kreuzburg                    | Stand der Bürger             | Eisenachischer Kreis    | Ökonom in Kreuzburg                                       |                                                                          |
| Georg Fleischhauer                                                  | Vacha                        | Stand der Bürger             | Eisenachischer Kreis    | Stadtschreiber in Vacha                                   | Vertreter für Daniel Schultz                                             |
| Georg Friedrich Pfefferkorn                                         | Eisenach                     | Stand der Bürger             | Eisenachischer Kreis    | Justizrat und Stadtrichter in Eisenach                    |                                                                          |
| Gottlieb Anhalt                                                     | Eisenach                     | Stand der Bürger             | Eisenachischer Kreis    | Ökonom in Eisenach                                        | Vertreter für Georg Friedrich Pfefferkorn                                |
| Joh. Gottfried Müller                                               | Weida                        | Stand der Bürger             | Neustädtischer Kreis    | Besitzer der roten Mühle in Weida                         |                                                                          |
| Friedrich August Lautenschläger                                     | Auma                         | Stand der Bürger             | Neustädtischer Kreis    | Steuereinnehmer in Auma                                   | Vertreter für Joh. Gottfried Müller                                      |
| Johann Gottlob Berger                                               | Neustadt an der Orla         | Stand der Bürger             | Neustädtischer Kreis    | Bürgermeister in Neustadt an der Orla                     | nur 1826, 1823 war das Mandat unbesetzt                                  |
| Adolph Moritz Trainer                                               | Triptis                      | Stand der Bürger             | Neustädtischer Kreis    | Impost-Obereinnehmer in Triptis                           | Vertreter für NN, nur 1823                                               |
| Johann Christoph Hebenstreit                                        | Neustadt an der Orla         | Stand der Bürger             | Neustädtischer Kreis    | Kaufmann in Neustadt an der Orla                          | 1826 Vertreter für Johann Gottlob Berger                                 |
| Johann Gerhard Soeffing                                             | Altremda                     | Stand der Bauern             | Weimar-jenaischer Kreis | Gerichtsschöppe in Altremda                               |                                                                          |
| Johann Friedrich Hotzler                                            | Dienstedt                    | Stand der Bauern             | Weimar-jenaischer Kreis | Schultheiß in Dienstedt                                   | Vertreter für Johann Gerhard Soeffing                                    |
| Gottlieb Letsch                                                     | Auma                         | Stand der Bauern             | Weimar-jenaischer Kreis | Amtsschultheiß und Gerichtsschöppe in Auma                |                                                                          |
| Johann Gottlieb Billing                                             | Ilmsdorf                     | Stand der Bauern             | Weimar-jenaischer Kreis |                                                           | Vertreter für Gottlieb Letsch                                            |
| Georg Christoph Lochmann                                            | Schloßvippach                | Stand der Bauern             | Weimar-jenaischer Kreis |                                                           |                                                                          |
| Timotheus Schmidt                                                   | Niederzimmern                | Stand der Bauern             | Weimar-jenaischer Kreis |                                                           | Vertreter für Georg Christoph Lochmann                                   |
| Johann Adam Heyne                                                   | Mellingen                    | Stand der Bauern             | Neustädtischer Kreis    | Amtsschultheiß in Mellingen                               |                                                                          |
| Johann Friedrich Grosch                                             | Denstedt                     | Stand der Bauern             | Neustädtischer Kreis    | Steuereinnehmer und Gerichtsschöppe in Denstedt           | Vertreter für Johann Adam Heyne                                          |
| Otto August Freiherr von Loewenklau                                 | Olbersleben                  | Stand der Bauern             | Neustädtischer Kreis    |                                                           |                                                                          |
| Johann Georg Machts                                                 | Guthmannshausen              | Stand der Bauern             | Neustädtischer Kreis    | Richter in Guthmannshausen                                | Vertreter für Otto August Freiherr von Loewenklau                        |
| Johann Adam Werner                                                  | Kieselbach                   | Stand der Bauern             | Eisenachischer Kreis    | Schultheiß in Kieselbach                                  |                                                                          |
| Johann Fischer                                                      | Sunna                        | Stand der Bauern             | Eisenachischer Kreis    | Schultheiß in Sunna                                       | Vertreter für Johann Adam Werner                                         |
| Johannes Gutberlet                                                  | Borsch                       | Stand der Bauern             | Eisenachischer Kreis    | Gerichtsschöppe in Borsch                                 |                                                                          |
| Heinrich Kaiser                                                     | Urnshausen                   | Stand der Bauern             | Eisenachischer Kreis    |                                                           | Vertreter für Johannes Gutberlet                                         |
| Johannes Roth                                                       | Fernbreitenbach              | Stand der Bauern             | Eisenachischer Kreis    | Schultheiß in Fernbreitenbach                             |                                                                          |
| Caspar Eckardt                                                      | Gerstungen                   | Stand der Bauern             | Eisenachischer Kreis    | Gastgeber in Gerstungen                                   | Vertreter für Johannes Roth                                              |
| Johann Adam Sonntag                                                 | Neundorf                     | Stand der Bauern             | Neustädtischer Kreis    | Amtsrichter in Neundorf                                   |                                                                          |
| Johann Georg Eichelkraut                                            | Wolfersdorf                  | Stand der Bauern             | Neustädtischer Kreis    | Richter in Wolfersdorf                                    | Vertreter für Johann Adam Sonntag                                        |
| Johann Friedrich Carl Renner                                        | Dreitzsch                    | Stand der Bauern             | Neustädtischer Kreis    | Gastgeber in Dreitzsch                                    |                                                                          |
| Johann Michael Thummel                                              | Oppurg                       | Stand der Bauern             | Neustädtischer Kreis    | Mühlenbesitzer in Oppurg                                  | Vertreter für Johann Friedrich Carl Renner                               |

Anmerkungen: Der Parlamentspräsident trug den Titel Landmarschall, der Titel war erblich im Haus Riedesel. Die Vizepräsidenten wurden als Gehilfen bezeichnet. Es wurde in jeder Landtagssession ein 1. und ein 2. Gehilfe gewählt. Gewählt wurden jeweils Abgeordnete und deren persönliche Vertreter. Die Liste nennt die im Staatshandbuch für das Großherzogtum Sachsen 1823 benannten Mitglieder Jahr 1817 anwesenden Mitglied unabhängig davon, ob diese als Abgeordneter oder als Vertreter gewählt worden waren. Hinweis: Die Angaben des Kreises beziehen sich auf die ursprüngliche Wahl.